# Блу, Ванесса
Ванесса Блу (англ. Vanessa Blue; род. 27 мая 1974 года, Лонг-Бич, Калифорния, США) — американская порноактриса.

## Карьера в порнофильмах
Начала карьеру в индустрии в 1996 году. Снялась более чем в 180 фильмах. Снималась под псевдонимами Domina X., DominaX, Vanessa, Vanessa Blues. Имеет пирсинг в клиторе и носу.

## Награды
- 2005: AVN Award — Best Ethnic Themed Series[1]
- 2008: Urban Spice Award — Best Videographer[2]
- 2009: Urban X Award — Hall of Fame Female[3]
- 2013: Зал славы AVN[4]

## Фильмография

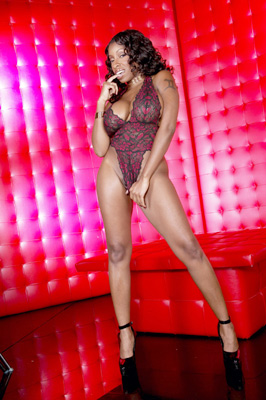
Ванесса Блу

- Ass Worship # 6
- Booty Talk # 17, # 18
- Hardcore Interracial # 3
- My Baby Got Back # 11, # 21, # 22, # 23
- Phat Ass Tits
- Shut Up And Blow Me # 25, # 26, # 27
- Submissive Little Sluts # 7
- Double Decker Sandwich 6
- Stick It
- Filth Parade
- Paradise In Black
- Women of Color 3
- We Go Deep 18
- White Poles In Dark Holes
- Hot Mocha
- Angels of Debauchery 3
- White Man’s Revenge 2